# Anna Maria Förstner
Anna Maria Förstner (* 24. September 1948 in München; † 17. Mai 2022 in Thalmassing, geborene Anna Maria Graf) war eine deutsche Politikerin (SPD).

## Werdegang
Förstner besuchte das Gymnasium und machte ihr Abitur in München. Sie studierte Germanistik, Geschichte, Politikwissenschaften und Zeitungswissenschaften mit Staatsexamen. Von 1976 bis 2002 war sie Gymnasiallehrerin und Oberstudienrätin.
1980 wurde Förstner Mitglied der SPD. Sie war stellvertretende Kreisvorsitzende, Mitglied im Unterbezirk Regensburg, Kreisrätin, Fraktionssprecherin und Gemeinderätin. Am 1. Mai 2002 rückte sie in den Bayerischen Landtag nach, dem sie bis 2003 angehörte.

## Einzelnachweis
1. ↑  Süddeutsche Zeitung vom 4. Juni 2022: Traueranzeigen von Anna Maria Förstner | SZ-Gedenken.de. Abgerufen am 7. Juni 2022 (deutsch).

| Personendaten    | Personendaten                   |
| ---------------- | ------------------------------- |
| NAME             | Förstner, Anna Maria            |
| KURZBESCHREIBUNG | deutsche Politikerin (SPD), MdL |
| GEBURTSDATUM     | 24. September 1948              |
| GEBURTSORT       | München                         |
| STERBEDATUM      | 17. Mai 2022                    |
| STERBEORT        | Thalmassing                     |